# Đông Phương AA
Câu lạc bộ bóng đá Đông Phương (tiếng Trung: 東方體育會) là một câu lạc bộ bóng đá ở Hồng Kông và thi đấu tại giải bóng đá ngoại hạng Hồng Kông.

## Lịch sử
Câu lạc bộ được thành lập vào năm 1932 có tên Hiệp hội thể thao Đông Phương. Trong năm 2012, đổi tên thành Đông Phương Sa Long vì lý do tài trợ. Trong mùa giải 1981/82 câu lạc bộ thuộc quản lý của cựu đội trưởng tuyển Anh và vô địch thế giới Bobby Moore. Cầu thủ Anh nổi tiếng Alan Ball (vô địch thế giới 1966) thi đấu cho câu lạc bộ trong mùa giải 1982/83, và Graham Paddon trong 1982-1984. Nó đã rất thành công trong những năm 1990 và được nổi tiếng tên "Great Eastern" và "triều đại phương Đông". Trong mùa giải 2006/07 Đông Phương đã giáng xuống thứ giải hạng ba nhưng sau đó đã được mời bởi Liên đoàn bóng đá Hồng Kông để cạnh tranh trong giải hạng nhất cho mùa giải 2007/08 sau khi có đủ tài trợ. Tuy nhiên, sau khi cạnh tranh trong các giải đấu cấp cao nhất cho hai mùa, Đông Phương bị bỏ rơi để chơi ở giải hạng nhì và áp dụng để tham gia giải hạng ba vào mùa giải 2009/10. Trong mùa giải 2013/14, Đông Phương đã được trở lại giải hạng nhất sau khi vô địch giải hạng nhì.

## Đội hình hiện tại
Ghi chú: Quốc kỳ chỉ đội tuyển quốc gia được xác định rõ trong điều lệ tư cách FIFA. Các cầu thủ có thể giữ hơn một quốc tịch ngoài FIFA.
| Số | VT | Quốc gia  | Cầu thủ               |
| -- | -- | --------- | --------------------- |
| 1  | TM | Hồng Kông | Diệp Hồng Huy         |
| 2  | HV | Hồng Kông | Jean-Jacques Kilama   |
| 3  | TV | Brasil    | Diego EliFP           |
| 4  | TV | Hồng Kông | Bạch Hạc              |
| 5  | HV | Brasil    | ClaytonFP             |
| 6  | HV | Hồng Kông | Vương Triển Hồng      |
| 7  | TV | Hồng Kông | Từ Đức Soái           |
| 8  | TV | Croatia   | Miroslav SaricFP      |
| 11 | TĐ | Brasil    | Michel Antunes LugoFP |
| 12 | HV | Hồng Kông | Tăng Chí Hiếu         |
| 13 | HV | Hồng Kông | Tạ Mẫn Vinh           |
| 14 | HV | Hồng Kông | Trịnh Cảnh Hạo        |

| Số | VT | Quốc gia  | Cầu thủ                        |
| -- | -- | --------- | ------------------------------ |
| 15 | HV | Hồng Kông | Roberto Orlando Affonso Júnior |
| 16 | TM | Hồng Kông | Hà Quốc Tuyền                  |
| 17 | TV | Hồng Kông | Lý Khang Liêm                  |
| 19 | TV | Hồng Kông | Trịnh Thiếu Vĩ                 |
| 21 | HV | Hồng Kông | Tăng Cẩm Đào                   |
| 22 | TĐ | Brasil    | GiovaneFP                      |
| 24 | TV | Hồng Kông | Cúc Doanh Trí                  |
| 27 | TV | Úc        | Andrew BarisicFP               |
| 28 | HV | Hồng Kông | Hoàng Chí Thông                |
| 32 | TV | Hồng Kông | Lương Chí Côn                  |
| 33 | TM | Hồng Kông | Lương Vũ Hạo                   |
| 88 | TĐ | Hồng Kông | Nhiếp Lăng Phong               |

### Cầu thủ có nhiều quốc tịch
- Roberto (Cầu thủ nhập tịch)
- Lương Vũ Hạo (Cầu thủ nhập tịch, thi đấu cho đội tuyển bóng đá quốc gia Hồng Kông)
- Bạch Hạc (Cầu thủ nhập tịch, thi đấu cho đội tuyển bóng đá quốc gia Hồng Kông)
- Từ Đức Soái (Cầu thủ nhập tịch, thi đấu cho đội tuyển bóng đá quốc gia Hồng Kông)
- Cúc Doanh Trí (Cầu thủ nhập tịch, thi đấu cho đội tuyển bóng đá quốc gia Hồng Kông)
- Nhiếp Lăng Phong (Cầu thủ nhập tịch, thi đấu cho đội tuyển bóng đá quốc gia Hồng Kông)

## Danh hiệu

### Giải đấu
- Vô địch giải bóng đá hạng nhất Hồng Kông

1955–56, 1992–93, 1993–94, 1994–95
- Vô địch giải bóng đá hạng nhì Hồng Kông

1947–48, 2012–13
- Vô địch giải bóng đá hạng ba A Hồng Kông

2004–05, 2009–10, 2010–11, 2011–12

### Cúp
- Vô địch FA Cup Hồng Kông

1983–84, 1992–93, 1993–94, 2013–14
- Vô địch Senior Shield Hồng Kông

1952–53, 1955–56, 1981–82, 1986–87, 1992–93, 1993–94, 2007–08
- Vô địch Viceroy Cup Hồng Kông

1970–72, 1980–81

## Giải đấu AFC
- Asian Club Championship: 3 lần

1994: Vòng loại thứ hai
1995: Vòng 1
1996: Vòng 2
1997–98–2022–23: Không thăm dự
- AFC Cup: 3 lần

2009: Vòng bảng
2022: Bán kết liên khu vực

## Kỉ lục
Trong mùa giải 1992-1993, Đông Phương duy trì một kỷ lục 9 trận thắng liên tiếp trong nửa đầu của mùa giải hạng nhất. Đội ghi 30 bàn thắng trong 9 trận đầu tiên không có bàn thua. Đó là một kỷ lục của 3 số không (0 hòa, 0 thua, 0 thủng lưới). Đông Phương giành được 3 danh hiệu trong mùa giải đó và giành lại chức vô địch vô địch sau 37 năm.